# Odcinek Taktyczny „Czornyj Lis”
Odcinek Taktyczny „Czornyj Lis” – odcinek taktyczny nr 22 Ukraińskiej Powstańczej Armii, wchodzący w skład IV WO Howerlia.
Dowódcą Odcinka był płk Wasyl Andrusiak „Rizun”.

## Jednostki
Na terenie tego okręgu powstały lub walczyły kurenie:
- „Pidkarpatśkyj” dow. Pawło Wacyk „Prut”
- „Dzwony” dow. „Chmara”
- „Sywulja” dow. „Iskra”
- „Dowbusz” dow. „Hamalija”
- „Beskyd” dow. „Dowbusz”
- „Mesnyky” dow. „Błahyj”
- „Smertonosci” dow. „Czornyj”